# Айша Айшань
Айша Айшань (кит.: 艾莎艾山; нар. 4 червня 1995) — китайський борець греко-римського стилю, дворазовий срібний призер чемпіонатів Азії.

## Життєпис
Боротьбою почав займатися з 2010 року. Був бронзовим призером чемпіонату Азії 2014 року серед юніорів.
Виступає за борцівський клуб Сіньцзян-Уйгурського автономного району. Тренер — Йо Юнг Те.

## Спортивні результати на міжнародних змаганнях

### Виступи на Чемпіонатах світу
| Змагання                        | Збірна | Вагова категорія                 | Місце |
| ------------------------------- | ------ | -------------------------------- | ----- |
| Чемпіонат світу з боротьби 2014 | КНР    | греко-римська боротьба, до 80 кг | 24    |
| Чемпіонат світу з боротьби 2015 | КНР    | греко-римська боротьба, до 80 кг | 24    |

### Виступи на Чемпіонатах Азії
| Змагання                       | Збірна | Вагова категорія                 | Місце  |
| ------------------------------ | ------ | -------------------------------- | ------ |
| Чемпіонат Азії з боротьби 2015 | КНР    | греко-римська боротьба, до 80 кг | Срібло |
| Чемпіонат Азії з боротьби 2016 | КНР    | греко-римська боротьба, до 80 кг | Срібло |

### Виступи на інших змаганнях
| Змагання                           | Збірна | Вагова категорія                 | Місце  |
| ---------------------------------- | ------ | -------------------------------- | ------ |
| Кубок Тахті 2015                   | КНР    | греко-римська боротьба, до 80 кг | 7      |
| Кубок Владислава Пітласинські 2015 | КНР    | греко-римська боротьба, до 80 кг | Бронза |
| Золотий Гран-прі з боротьби 2015   | КНР    | греко-римська боротьба, до 80 кг | Бронза |

### Виступи на змаганнях молодших вікових груп
| Змагання                                      | Збірна | Вагова категорія                 | Місце  |
| --------------------------------------------- | ------ | -------------------------------- | ------ |
| Чемпіонат світу з боротьби до 23 років 2017   | КНР    | греко-римська боротьба, до 85 кг | 22     |
| Чемпіонат Азії з боротьби серед юніорів 2014  | КНР    | греко-римська боротьба, до 84 кг | Бронза |
| Чемпіонат світу з боротьби серед юніорів 2014 | КНР    | греко-римська боротьба, до 84 кг | 18     |